# Retrato de hombre con guante
Retrato de hombre con guante es un cuadro del pintor Frans Hals, realizado en 1650, que se encuentra en el Museo del Hermitage de San Petersburgo, Rusia. Es un retrato famoso por haber pertenecido al rey de Prusia, Federico II el Grande. Para condonar algunas deudas con Rusia, la emperatriz Catalina II de Rusia se quedó un lote de cuadros entre los que estaba este.

## Descripción
Se retrata a un personaje consciente de su posición superior, que mira desde arriba al espectador. En el arte de  plasmar la psicología del personaje, Hals tenía grandes capacidades.
Su brazo derecho esta flexionado, mientras la mano izquierda sujeta un guante quitado. La alternancia de la dirección de la mirada y los brazos (fuera-dentro-fuera) da dinamismo a la obra. El autor a veces solo esboza los trazos, típico de su obra.